# Desa Caringin (administrativ by i Indonesien, Jawa Barat, lat -7,14, long 108,05)
Desa Caringin är en administrativ by i Indonesien.   Den ligger i provinsen Jawa Barat, i den västra delen av landet, 170 km sydost om huvudstaden Jakarta.